# Couto
Couto (do latim cautum; cotum, coto, couto e coito) definia, no século IX, um lugar circunscrito imune pertencente ao clero. O termo também era utilizado como ordenação, multa, apreensão de bens, protecção, limite e marco.
As doações de couto e de honra, frequentes entre os séculos IX e XIII, como expressão senhorial, implicavam o privilégio da proibição de entrada de funcionários régios (juízes, meirinhos, mordomos etc.) na terra coutada. Definia-se oficialmente, no reinado de D. Dinis, o acto de coutar uma terra como escusar os seus moradores da hoste e do fossado, do foro e de toda a peita, ou seja, imunidade perante os impostos e justiça reais.
As cartas de couto eram concedidas pelo Rei (como recompensa de serviços ou por necessidade de povoamento) a senhores eclesiásticos e a Ordens Religioso-Militares.
Desde o início do século XIII, são tomadas medidas de repressão dos abusos que existiam nos coutos. A legislação do século XV reduziu-os, praticamente, aos coutos dos homiziados, ao lado das coutadas, que continuaram como último vestígio dos privilégios senhoriais.
Os coutos de homiziados constituíam-se em terras a que poderiam acolher-se, libertando-se das penas em que tivessem incorrido, quaisquer criminosos, salvo os incriminados por aleive (traição).
Uma lei de 1433 excluía do direito de asilo nos coutos os crimes de traição, heresia, sodomia, homicídio e furto público. Note-se que as Ordenações Manuelinas excluíram dos coutos os moedeiros falsos, os falsários de escrituras e os que atacassem os oficiais da justiça.
Com as conquistas ultramarinas, as praças de Marrocos, a costa de África e o Brasil converteram-se em autênticos coutos de homiziados, sujeitos à legislação da Metrópole.
Todos os coutos foram extintos por lei de 1692, embora só acabando definitivamente em 1790.